# 米哈伊洛夫卡河
米哈伊洛夫卡河（俄语：Река Михайловка）是滨海边疆区的河流，源起杜布基村西北1.5公里处，向东南流，长19公里，流域面积97平方公里，在河口18公里处注入拉科夫卡河。主要支流是巴卡拉谢夫卡河，流域相对平坦，部分覆盖着针叶林和灌木，河道蜿蜒，河床多沙质粘土。十一月初封冻，四月初化冻。

## 引用
1. ↑  В. В. Фадеева. . Примпогода. 2014  [2018-12-28]. （原始内容存档于2017-04-23）.
2. ↑  А·П·穆拉诺夫. . 列宁格勒: 气象出版社. 1966 （俄语）.
3. ↑  . 列宁格勒: 气象出版社 （俄语）.
4. ↑  Т·А·基谢尔科瓦娅. . 列宁格勒: 气象出版社. 1977 （俄语）.